# Перминова, Виктория Леонидовна
Виктория Леонидовна Перминова (18 февраля 1992, Отогурт, Глазовский район, Удмуртия) — российская биатлонистка, чемпионка и призёр чемпионата России, чемпионка и призёр чемпионата мира среди юниоров. Мастер спорта России.

## Биография
Занималась биатлоном с 2004 года. Воспитанница РСДЮСШОР Ижевска, первый тренер — А. Л. Богданов. На внутренних соревнованиях представляла Республику Удмуртия.

### Юниорская карьера
Неоднократная победительница первенств России и отборочных соревнований в младших возрастах.
В 2011 году стала чемпионкой мира среди 19-летних девушек на юниорском чемпионате мира в Нове-Место в составе российской эстафеты. На том же турнире заняла четвёртое место в индивидуальной гонке, шестое — в спринте и 14-е — в гонке преследования.
Дважды принимала участие в чемпионатах мира среди 21-летних. В 2012 году в Контиолахти стала четвёртой в эстафете и 11-й — в индивидуальной гонке. В 2013 году в Обертиллиахе завоевала бронзовую медаль в эстафете, была 10-й в индивидуальной гонке, 15-й — в спринте и 12-й — в пасьюте.
В 2013 году также участвовала в чемпионате Европы среди юниоров в Банско, где дважды была четвёртой — в индивидуальной гонке и гонке преследования, а в спринте заняла 15-е место.

### Взрослая карьера
В 2014 году стала чемпионкой России в патрульной гонке, а также завоёвывала серебро в суперспринте и эстафете.
Летом 2014 года проходила просмотр в сборной Белоруссии, но команде не подошла.
В 2015 году завершила спортивную карьеру.

## Личная жизнь
Сестра Светлана (род. 1990) также занималась биатлоном.